# Haro Asō
Haro Asō (jap. 麻生羽呂 Asō Haro; ur. 4 stycznia 1980 w Osace) – japoński mangaka, znany przede wszystkim z serii Alice in Borderland i 100 rzeczy do zrobienia zanim zostanę zombie, wydanych nakładem wydawnictwa Shōgakukan.

## Biografia
Haro Asō urodził się w Osace w Japonii. Uczęszczał na Uniwersytet Kansai, z którego później zrezygnował. Zadebiutował w 2005 roku one-shotem YUNGE!. 26 grudnia 2007 rozpoczął prace nad mangą Juhou kaikin!! Hyde & Closer. Seria zakończyła się 3 lipca 2009. Kolejną serią Asō była manga Alice in Borderland, która ukazywała się od 25 listopada 2010 do 2 marca 2016. W momencie zakończenia seria liczyła 1,3 miliona egzemplarzy w obiegu. Manga została zaadaptowana na serię OVA oraz TV dramę. Po zakończeniu Alice in Borderland mangaka zamierzał zrezygnować z dalszego rysowania, jednakże po premierze serialu telewizyjnego, narysował jeszcze spin-off.
19 października 2018 Asō rozpoczął prace nad serią 100 rzeczy do zrobienia zanim zostanę zombie, do której ilustracje wykonał Kotaro Takata. Od 20 sierpnia 2021 do 5 sierpnia 2022 Asō tworzył również historię do mangi, Noyu Girl, która została zilustrowana przez Shirō Yoshidę.

## Twórczość
- YUNGE! (2005, one-shot)[2]
- Juhou kaikin!! Hyde & Closer (jap. 呪法解禁!!ハイド&クローサー Juhou kaikin!! Haido ando kurōsā) (2007–2009)[3][4]
- Alice in Borderland (jap. 今際の国のアリス Imawa no kuni no Arisu) (2010–2016)[5][6]
- 100 rzeczy do zrobienia zanim zostanę zombie (jap. ゾン100 ～ゾンビになるまでにしたい100のこと～ Zon 100 ~ Zonbi ni naru made ni shitai 100 no koto ~) (od 2018, rysunki: Kotaro Takata)[11]
- Noyu Girl (2021–2022, rysunki: Shirō Yoshida)[12][13]
- Sex-chan (2022, rysunki: Mano Sakamoto)[14]